# 吉姆·布里登斯廷
吉姆·布里登斯廷（英語：Jim Bridenstine；1975年6月15日—）是美国的一位政治人物。自2013年開始，他是奧克拉荷馬州第1選舉區選出的聯邦眾議員曾任美國國家航空暨太空總署署長。他的黨籍是共和黨。他擁有康奈尔大学的MBA學歷。